# V. Orbán pápa
Boldog V. Orbán (Château de Grizac, 1310 vagy 1309 – Avignon, 1370. december 19.) uralkodói néven lépett fel Szent Péter apostoli trónjára a katolikus egyház 200. pápája. Ő volt a hatodik avignoni egyházfő, akinek nyolcéves pontifikátusát a krónikák egyöntetűen a legszentebbnek nevezték az avignoni pápák közül – az egyház pedig csak őt ismerte el szentnek (boldognak) közülük. Orbán bencés szerzetesként lépett az egyház élére, és aszketikus életmódja vele együtt költözködött be a még mindig pénzügyi gondokkal küszködő pápai kúriába. Orbán uralkodásának legnagyobb vívmánya vitathatatlanul a római székhely választása volt, noha ez egyelőre csak rövid próbálkozás volt az ősi székhely feltámasztására.

## Pályafutása a trón előtt
Guillaume de Grimoard néven született 1309/1310-ben a Languedoc tartományban található Grizac várában. Szülei nem a várurak voltak, bár családja a krónikák leírása alapján tehetős volt. Apja lovagként szolgált a grizaci várban, és vallásos környezetben nevelte fel gyermekét. Montpellier-ben és Toulouse-ban tanult, majd a szülőhelyéhez közel eső Chirac bencés kolostorába vonult. Egy 1363–ban kelt oklevél szerint az ifjú Guillaume a marseille-i Szent Viktor-kolostorban is szerzeteskedett. Elöljáróinak hatására iskolázták be több híres francia egyetemre is. Így teológiát és kánonjogot tanult Montpellier-ben, Toulouse-ban, Párizsban és Avignonban is. 1342-ben végezte el tanulmányait, és ebben az évben kapta meg doktori címét. 
A kánonjog egyik legelismertebb szakértője volt, és professzori állást kapott azokon az egyetemeken, amelyeken addig tanult. A clermonti és az uzèsi egyházmegye vikáriushelyettese lett, majd újra közelebb került a kolostori élethez. A Notre-Dame du Pré kolostor priorja lett, amely akkoriban az auxerrei kolostor joghatóköre alá tartozott. 1352-ben VI. Kelemen pápa kinevezte az auxerre-i Saint Germain-kolostor apátjává. Ez a méltóság jelentette számára a pápai udvar elismerését. Ettől kezdve az avignoni pápák szívesen kérték fel diplomáciai küldetések teljesítésére.
Első diplomáciai útja Milánóba vezetett Giovanni Visconti udvarába, ahol sikeresen oldotta fel a város ura és a pápa közötti nézeteltérést. A sikeres küldetés után 1354 és 1360 között többször is küldték őt Itáliába és Rómába, hogy ott segítsen Albornoz bíborosnak a pápai hatalom helyreállításában. Szolgálatainak elismeréseképpen VI. Ince pápa 1361-ben a marseille-i Szent Viktor-kolostor apátjának tette meg. A kinevezés ellenére a pápa már 1362-ben segítségét kérte, és Nápolyba küldte az apátot, hogy tárgyaljon I. Johannával, Nápoly királynőjével. Éppen innen tartott vissza Avignonba, amikor egy futár meghozta számára a hírt, hogy VI. Ince halála után a konklávé 1362. szeptember 28-án őt választotta meg egyházfőnek.
A francia túlsúlyban megtartott pápaválasztáson ezúttal a bíborosok nem tudtak választani, ugyanis felszínre törtek a kollégiumban a személyes ellentétek. Az irigység végül oda vezetett, hogy a kollégium minden tagját ellehetetlenítette a kétharmados többség megszerzésétől. Ezért a bíborosok úgy döntöttek, hogy a kollégiumon kívülálló személyt választanak meg a pápai trónra. Guillaume minden szempontból alkalmas volt a posztra, hiszen elismert teológus, kiváló jogász volt, akinek a kolostorok igazgatása mellett gyakorlata volt a diplomáciai ügyek kezelésében is. Guillaume apát október 31-én érkezett Avignonba, és november 6-án V. Orbán néven pápává koronázták. Koronázása nem a szokásos pompás külsőségek között ment végbe. Alázatos egyszerűségében megőrizte szerzetesi ruháját és életét is. Saját elmondása szerint azért választotta az Orbán nevet, mert előtte minden ilyen nevű egyházfőt szentté avattak.

## A legszentebb avignoni pontifikátus

### Zsoldosok és keresztes háború

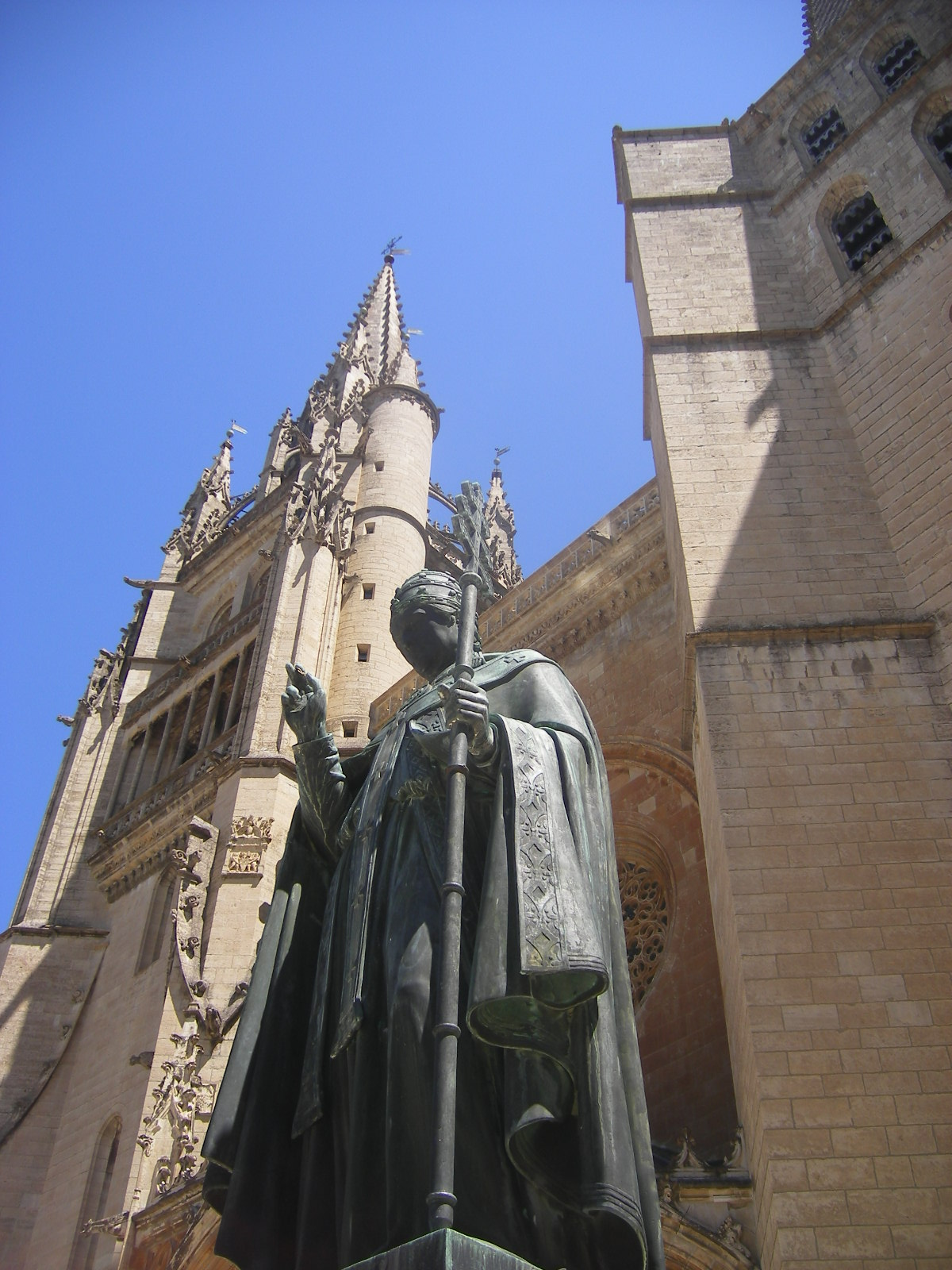
V. Orbán szobra a mende-i székesegyház előtt

Orbán pápa szerzetesi múltjához híven a korábbi évek néhol tékozló pontifikátusainak kincstári nyomát igyekezett a pompa mellőzésével helyreállítani. Sok gondot fordított a kúria kiadásainak racionalizálására, de ami legfontosabb vonása volt pontifikátusának, az a béke támogatása volt.
Amikor elfoglalhatta a pápai trónt, a százéves háború Franciaország és Anglia között éppen szünetelt. Azonban a francia városokba szabadult fosztogató zsoldosok ugyanúgy felborították a békét, mint a háborúk. Ezzel egyidőben Itáliát is hasonló seregek tépázták. De a pápának nem volt egyszerű dolga a magát szabad seregnek nevező francia rablóhadakkal szemben. Miután az egyházi átok nem használt ellenük Orbán más megoldás után nézett. Le akarta kötni erejüket, foglalkoztatni akarta őket, és éppen kapóra jött I. Lajos, magyar király törökök elleni tervezett hadjárata. 1365-ben még IV. Károly, német-római császár is támogatta az ötletet, és minden költségüket állta volna. De a zsoldosok nem akartak Keletre utazni.
Ekkor háború tört ki Kegyetlen Péter, kasztíliai király és Tastámara Henrik között Navarrában. A pápa egyházi átokkal sújtotta Pétert, aki kegyetlenségei és az egyház elnyomása miatt érdemelte ki az egyházfő büntetését. Orbán pápa sürgetésére Bertrand du Guesclin breton lovag – aki ebben az időben Longueville grófja és Normandia marsallja volt – hadba vezette a zsoldosokat Navarrában. 1367-ben azonban Navarrete környékén Eduárd walesi herceg fogságába került és fogságából csak váltságdíj ellenében tudott kiszabadulni. Végül Bertrand du Guesclin Montiel mellett döntő győzelmet aratott a navarrai hadseregen 1369. március 14-én. Ezután ismét megjelentek a fosztogató hadak, amelyek Avignonban is pénzt követeltek a pápától a békéért cserébe.
Orbán pápa újra nekilátott megvalósítani a keresztes hadjáratról alkotott elképzeléseit, melyben nagy szerepe volt I. Péter ciprusi királynak is, aki 1363. március 29-én ismertette Orbánnal hadjáratának terveit. Az uralkodó Orbán pápa segítségét kérte, aki két nappal később kihirdette a keresztes háborút. Ciprus mellett Franciaország és Dánia is jelezte segítségét a háborúban. Orbán pápa nyomására VI. Amadé (Amadeusz) savoyai gróf állt a garázdálkodó zsoldosok élére, és csatlakozott Péter hadaihoz. A hadjárat csak rövid sikereket hozott. 1365. október 11-én elfoglalták Alexandriát, de a város hamarosan újra iszlám kézre jutott.
A kereszténység védelmében misszionáriusokat is küldött a pogány területek megtérítésére. Orbán pápa megbízásából Boszniába, Bulgáriába, Kínába és Litvániába is indultak szerzetesek, akik az igét hirdették.

### A pápa újra Rómába tér

#### A költözés előzményei
Orbán pontifikátusának vitathatatlanul legnagyobb eseménye volt, hogy a pápai kúria ismét Rómába tette át a székhelyét. De vajon mi állhatott a döntés hátterében? Orbán francia származású volt, és nem valószínű, hogy pusztán a korábbi hagyományok tisztelete miatt helyezte át székhelyét a hajdani császárvárosba. A költözködés hátterét politikai okok adták.
Az 1350-ben a francia trónt elfoglaló II. János úgy kötött békét III. Edwarddal, hogy az az angoloknak volt hátrányosabb. A százéves háborúban kudarcot kudarcra halmozó francia uralkodók hatalma meggyengült. A mindig függetlenedni kívánó avignoni pápák tehát kicsit nagyobb teret kaphattak. Jánosnak többször is el kellett ismernie, hogy Orbán hatalma és befolyása nagyobb, mint az övé. A francia király Fülöp nevű gyermeke számára akarta megszerezni I. Johanna, nápolyi királynő kezét. Azonban a pápa IV. Jakab, Mallorca névleges királyának biztosította a nápolyi rokonságot. Később János Bernabò Visconti milánói herceg ügyében is igyekezett latba vetni befolyását, de Orbán 1363. március 3-án kiátkozta Viscontit, és háborút indított ellene, amit szeptemberre győztesen fejezett be.
A meggyengült francia központi hatalom mellett azonban más tényezők is kedvezően hatottak. Ilyen volt a IV. Károly uralma alatt megszilárduló császári hatalom is, de ami sokkal fontosabb, hogy a korábban Róma és a Egyházi Állam pápai hatalom alá hajtására Itáliába küldött Gil Alvarez de Albornoz bíborosnak sikerült újra rendet teremtenie Itália középső vidékein. Avignonban megszaporodtak a római követségek, amelynek leglelkesebb tagja a híres költő, Petrarca volt, és mind igyekezett rábírni a pápát a Rómába költözésre. A császár is ebbe az irányba próbálta befolyásolni Orbánt, aki végül a francia klérus minden tiltakozása ellenére elfogadta meghívást. Legfőbb oknak azt említette, hogy jelenlétével biztosítani tudja Albornoz bíboros eddigi eredményeinek tartósságát.

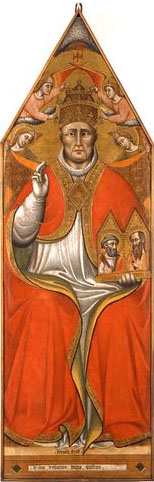
V. Orbán pápa

#### Újra az örök városban
1367. április 30-án Orbán elhagyta Avignont és május 19-én Marseille-ben hatalmas gályákból álló hajóhaddal – melyet egy korabeli történetíró úszó városhoz hasonlított – Róma felé indult. Genovát és Pisát érintve Corneto kikötőjében érte el a pápai állam partjait. Itt találkozott először Albornoz bíborossal, akinek akkoriban gyakorlatilag teljhatalma volt az egyházi területek fölött. Június 4-én római követség járult Orbán színe elé, amelyet Giovanni Colombini vezetett, a jezuáta rend megalapítója. A követség átnyújtotta Szent Péter kulcsait Orbánnak, jelképezve hogy a nép már régen visszavárta az egyházfőt. Mindenesetre a római bevonulás még váratott magára, hiszen minden korábbi hadakozás ellenére zavarok voltak még Rómában. Ezért Orbán először Viterbóban rendezkedett be, a nyarat ott töltötte, majd jelentős sereg támogatásával október 16-án bevonult az örök városba. Az itáliaiak általában örömmel fogadták az egyházfő visszatérését, aki hamar nekilátott a lepusztult város helyreállításának. Felújíttatta a pápai palotákat, a Lateránt és a Szent Péter-bazilikát. Az Assisiben már VIII. Bonifác pápa pontifikátusa óta őrzött kincstárat újra működésbe hozta, és annak vagyonából több templomot is újjáépíttetett. Az építkezésekkel újra tömegeket vonzott Rómába, akiknek munkát is adott az egyházfő. A vatikáni kerteket újra rendbehozták, és rezidenciáját is a Vatikán-dombon rendezte be. Zsinatokon erősítette meg a római klérus egyházi fegyelmét, új alkotmányt adott Rómának. Úgy tűnt, római tartózkodása végleges marad. Erre buzdította Szent Brigitta, Petrarca és IV. Károly császár is.
Orbán római rezidenciáján fogadta IV. Károly császárt és Johanna, nápolyi királynőt is. 1368. november 1-jén Orbán megkoronázta Károly feleségét császárnőnek. A misén Károly is segédkezett diakónusi rangban. Sokkal fontosabb találkozó volt azonban Orbán és V. János bizánci császár tárgyalása. Az uralkodó hajóval érkezett a szent városba, és a krónikák leírása szerint Orbán a Szent Péter-bazilika lépcsőjén fogadta vendégét. A császár elítélte az egyházszakadást, nyilvános hitvallást tett a katolikus hitről, elismerte a pápa egyházfőségét. A valóságban azonban csupán a császár személyes tettéről volt szó, amiben nem osztozott a görög egyházi hierarchia. Gyakorlati síkon nem hozott semmi változást. Az egyesülést mindenekelőtt politikai ok diktálta: támogatást szerezni az egyre fenyegetőbb török veszély ellen. Mivel ez nem hozott tartós eredményt, az egyesítés is kudarcot vallott.

#### Vissza Avignonba
Azonban hamarosan jelentkeztek a gondok is. 1367-ben meghalt Albornoz bíboros, aki szinte a béke élő jelképe volt az egyházi államok területén, noha elég kegyetlen jelképnek bizonyult.
A vaskezű bíboros halála után Orbán nem tudta olyan hatékonyan kézben tartani a sereget, és Perugiában kitört az első felkelés. Ezt még sikerült elfojtani, de miután IV. Károly is megtagadta a segítséget, Orbán újra fontolóra vette az avignoni visszatérést. A klérus sokáig marasztalta, de időközben újra kitört az angolok és a franciák között a háború, és a pápa francia nemzetisége rányomta bélyegét a költözködés körüli vitára. Orbán úgy fogalmazott, hogy visszaköltözésével csak bizonyítja egyetemes uralmát. A valódi ok a pápa honvágya mellett valószínűleg Károly támogatásának hiánya volt. Ezért aztán 1370. szeptember 5-én az egyházfő Corneto kikötőjéből útnak indult Franciaországba. Az időközben trónra kerülő V. Károly király örömmel fogadta a hírt, és díszes gályákat küldött a pápáért. A legendák szerint Szent Brigitta megjövendölte, hogy miután elhagyja Rómát, Orbán hamarosan meghal. A jóslat hamarosan valóra vált.

### Az „egyetemes” pápa
Különösen jelentősek a tudomány területén tett erőfeszítései. A pápai könyvtárat a könyvek leltározásával rendeztette és áttekinthetővé tette, mely segítette az egyetemek munkáját is Párizstól Bolognáig.
Megerősítette az egyetemek alapítását több országban, így Bécsben 1365-ben, Krakkóban 1364-ben, Pécsen pedig 1367. szeptember 1-jén kelt levelében. A császárt felszólította, hogy alapítsa meg Orange egyetemét is, és a legtöbb korabeli egyetemmel aktív levelezést folytatott. Az orléans-i egyetem statútumát személyesen vizsgálta át, és több privilégiumot is biztosított a toulouse-i és avignoni egyetemek számára.
A lelkiismeretes munkát végző egyházfőt több itáliai költő és politikus is bírálta, amiért visszatért Avignonba. A hazafiasnak is nevezett pápa avignoni hazatérte után három nappal beteg lett, és 1370. december 19-én Avignonban meghalt. Hamvait az avignoni Notre-Dame des Doms-templomban helyezték el, de később végakaratának megfelelően a marseille-i Szent Viktor-kolostor altemplomába helyezték át.
A krónikák szerint Orbán sírjánál csodás dolgok történtek, és éppen ezért már IV. Valdemár dán király javasolta szentté avatását, amelyet az Orbánt követő XI. Gergely pápa meg is ígért, de az eseménydús évek során elfelejtődött.A bencés rend Orbánt mindig boldogként tisztelte, IX. Piusz pápa 1870. március 10-én pedig ezt a kultuszt megerősítve boldoggá avatta.

## Művei
- Documenta Catholica Omnia (latin nyelven). (Hozzáférés: 2011. december 6.)